# Kyunyŏ
Kyunyŏ (ur. 20 września 923, zm. 19 lipca 973) – mnich buddyjski i poeta okresu Koryŏ związany ze szkołą hwaŏm.

## Życiorys
Jego działalność zbiegła się z promującymi buddyzm działaniami wczesnych królów Koryŏ.
Pochodził z Hwangju. Podobno był niezwykle brzydki i rodzice porzucili go po urodzeniu, ale kruk ochraniał go swoimi skrzydłami. W wieku piętnastu lat został mnichem i studiował pod kierunkiem mistrza Uisuna. Po podziale szkoły hwaŏm na dwa odłamy - Północny i Południowy - Kyunyŏ zasadniczo należał do Północnej Góry. Mimo tego usiłował zjednoczyć obie strony. W tym celu napisał jedenaście książek w 66 tomach. Z jego punktu widzenia podział nie był w ogóle konieczny, gdyż rzeczywistość sama w sobie jest kompletna i zatem zdolna do przyjęcia obu poglądów. Ta obszerna twórczość spowodowała uznanie go wiodącym uczonym okresu Koryŏ.
Jego działalność przygotowała także grunt do pogodzenia się ze szkołą sŏn. Miał 3000 uczniów. 
Zmarł w wieku 57 lat w 973 roku.

## Prace literackie
- Kongmokjanggi
- Pŏpgyedogi (Zapiski o Diagramie Krainy Dharmy)